# Demandez la permission aux enfants !
Pour plus de détails, voir Fiche technique et Distribution.
Demandez la permission aux enfants ! est un film français réalisé par Éric Civanyan et sorti en 2007.
Le film suit trois familles qui sont confrontées à un seul et même problème : leurs enfants leur mènent la vie dure. Et puis un jour, la bêtise de trop et voilà que les adultes décident d'unir leurs forces pour rendre à ces petits diables la monnaie de leur désobéissance. Entre les enfants rois et les parents rebelles, désormais, tous les coups sont permis.

## Synopsis
Le film s'articule autour de trois familles, Les Barbier, les Sebag et les Michelet de Varagnes. Leurs enfants fréquentent le même établissement et leur posent problèmes.
Les Barbier constituent une famille recomposée avec Francis, qui a épousé sa compagne Marie, laquelle a deux enfants, issus d'un premier mariage, Lola ,dix ans, et Raphaël, cinq ans. Si le petit dernier se montre en apparence charmant, sa grande sœur, elle, se conduit de façon très désagréable envers sa mère mais surtout son beau-père, qu'elle déteste. Les Sebag incarnent une famille de religion juive pratiquante et Pierre, le père, a du mal à ne pas céder aux caprices de ses filles, Salomé et Rachel, mais aussi au laxisme de sa femme, Anna, qui ne cesse de tout leur permettre.
Lola fait culpabiliser sa mère et son beau-père, alors que ses camarades de classe, Salomé et Rachel, en font de même avec leur père. Il se trouve que les enfants sont dans la même classe et que leurs parents se rencontrent. Totalement dépassés par leur progéniture, les parents consultent une psychologue qui leur conseille l'effet miroir à savoir rendre aux enfants ce qu'ils ont reçu.
Un jour, Marie trouve un emploi de secrétaire de dactylographie grâce à la mairie de sa ville. La personne pour lequel elle doit rédiger des rapports est François Xavier Michelet de Varaignes, un professeur d'histoire-géographie spécialiste de l'époque du Moyen Âge. Il se trouve que ce couple très riche est victime de la méchanceté de leurs trois enfants, leur aînée Clémence, et leurs jumeaux, Clarence et Maxence, qui les prennent pour acquis et traitent leurs grands-parents, ainsi que leur domestique, Rosa, avec mépris.
Marie décide alors de donner des conseils au couple, sachant qu'ils traversent les mêmes épreuves qu'eux. Dès lors, les parents cessent de porter le cartable des enfants, Francis fait subir une humiliation à Lola à la cantine et Pierre retire le siège auto du milieu de la voiture avant de donner à leurs filles des soins dentaires appropriés, puisqu'il est dentiste. De leur côté, François Xavier et Elisabeth saccagent la chambre des enfants, obligent Clarence à se purger et bloquent les portes de la maison familiale. Ils en profitent également pour se décharger de toute responsabilité parentale envers eux, les obligeant à effectuer par eux-mêmes les travaux domestiques, pour rien et en cachant leurs goûters. Les enfants deviennent très vite la risée de leurs camarades quand Lola se retrouve sans chaussures de type basket à porter et vivent un enfer quand Pierre reprogramme la télévision de manière à ne laisser que les chaînes dépourvues d'émissions enfantines. De plus, Francis et Marie se sont ligués contre Lola en se faisant passer pour un complice de Salomé au téléphone puis sur les réseaux sociaux.
Ne comptant pas en rester là, tous les enfants, à l'exception de Raphaël, se liguent contre leurs parents en postant des annonces immobilières en vue de vendre leurs domiciles respectifs. Les parents les emmènent alors passer une journée dans un foyer pour enfants rebelles. Mais leur initiative se retourne contre eux quand les enfants prennent la fuite, avec Raphaël.
C'est finalement chez la psychologue qu'ils trouveront la solution en apprenant que leurs parents leur établissent des règles pour les empêcher de finir frustrés. Le film se termine alors que les familles pique-niquent dans un jardin, et qu'une averse se déclenche. Mais il semblerait que les enfants ne se soient pas totalement dépêtrés de leurs anciennes habitudes.

## Fiche technique
- Titre : Demandez la permission aux enfants !
- Réalisation : Éric Civanyan
- Scénario et dialogues : Guillaume Breton et Éric Civanyan, d'après une idée originale de Guillaume Breton
- Directeur de production : Gilles Loutfi
- Producteur délégué : Manuel Munz
- Chef décorateur : Jean-luc Raoul
- Directeur de la photographie : Stéphane Cami
- Mixage : François Groult
- Directeur de la photographie : Stéphane Cami
- Chef costumière : Anne Brault
- Chef décorateur : Jean-luc Raoul
- Chef monteur : Aurique Delannoy
- Effets spéciaux (balançoire) : François Philippi, Luis Gutierrez-pino
- Autres effets spéciaux numériques : L’Etude et la Supervision des Trucages (François Vagnon)
- Dessins/Illustrateur BD : François Duprat
- Photographe de plateau : Arnaud Borrel
- Musique originale : François Peyrony
- Coordination : Laurent Juillet
- Société de distribution : TFM Distribution
- Pays d'origine :  France
- Langue : français
- Genre : comédie
- Durée : 96 minutes
- Dates de sortie :
  - France : cinéma : 4 avril 2007 ; DVD : 8 novembre 2007

## Distribution
- Sandrine Bonnaire : Marie Barbier
- Pascal Légitimus : Francis Barbier
- Anne Parillaud : Anna Sebag
- Pierre Cassignard : David Sebag
- Michèle Garcia : Élisabeth Michelet de Varagnes
- Michel Vuillermoz : François-Xavier Michelet de Varagnes
- Marie Bunel : Laurence Culerrier
- Hélène Surgère : Bonne-maman, la mère de François-Xavier
- André Chazel : Bon-papa, le père de François-Xavier
- Marie-France Santon : la directrice de l’école
- Rebecca Marder : Lola Barbier
- Aurélien du Mur : Raphaël Barbier
- Laurenzo Ciais : Maxence Michelet de Varagnes
- Josselin Ciais : Clarence Michelet de Varagnes
- Delphine Mesas : Clémence Michelet de Varagnes
- Frankie Wallach : Salomé Sebag
- Lisa Cipriani : Rachel Sebag
- Martine Borg : Rosa, la gouvernante
- Bruno Martet : le type du palier
- Véronique Viel : la femme de la campagne
- Xavier Letourneur : le type de la campagne
- Thierry Heckendorn : M. Huet
- Karine Pinoteau : la vendeuse chez Darty
- Jonathan Reyes : Manu
- Anaïs Nyl : Sandrina, la baby-sitter
- Rodolphe Chatellier : le danseur
- Bastien Clerin : un délinquant
- Tristan Clerin : un élève

## Autour du film
- Pascal Légitimus qui joue Francis Barbier et Thierry Heckendorn qui interprète M Huet, le directeur du centre, ont également participé à l'épisode de Camping Paradis, Doc Love au Camping, où ils ont joué André et Sam, l'animateur invité lors de la semaine de la radio.
- La psychologue fait remarquer aux enfants leurs mauvais comportements, mais ne s'en prend pas à Salomé ni à Rachel, alors qu'elle pourrait leur reprocher par exemple de se conduire comme des enfants irrespectueuses vis-à-vis de leurs parents.
- Lorsque Francis et Marie emmènent Lola et Raphaël au centre de redressement, ils interprètent "Le Sud" de Nino Ferrer, "Emmenez-moi" de Charles Aznavour et La chanson des restos du cœur de Coluche. Cependant, ils commettent quelques erreurs dans cette dernière chanson quand ils disent par exemple "un peu de vin" au lieu d'"un peu de pain" et quand ils disent "dépassés, chacun pour soi" au lieu de "Fais passer, que chacun ait pour soi".
- Les trois enfants de la famille Michelet de Varagnes comparent leurs parents à Madame Doubtfire et Titeuf. Les filles de la famille Sebag mentionnent l'animateur Arthur et regardent Petit Vampire lors de la scène du dîner.